# Brett Claywell
Brett Claywell est un acteur américain né le 11 avril 1978 en Caroline du Nord.

## Filmographie
Séries
- 2009 : Dollhouse : Matt Cargill
- 2009- 2010 : On ne vit qu'une fois : Kyle Lewis
- 2003-2008 : Les Frères Scott (saisons 1 à 3 et 5) : Tim Smith
- 2003 : Dawson (série télévisée) (saison 6)

Films
- 2007 : Senior Skip Day : Carl Smith ;
- 2006 : The Final Season : Patrick Iverson ;
- 2006 : Legacy : Jeff Cook ;
- 2005 : Strike the Tent (scènes annulées) ;
- 2004 : 20 Funerals : Hughes ;
- 2004 : Stateside : un marine de la compagnie 1021.